# Like Glue
„Like Glue” – singel Seana Paula, wydany w 2003 roku.

## Lista utworów
- Płyta gramofonowa (2002)[1]

A „Like Glue” (Album Version) – 3:53
B1 „Like Glue” (Instrumental) – 4:01
B2 „Like Glue” (Acapella) – 4:05

## Teledysk
Teledysk do utworu został wyreżyserowany przez Benny'iego Booma.

## Notowania na listach przebojów
| Kraj/Region       | Lista (2003/2004)                             | Najwyższa pozycja |
| ----------------- | --------------------------------------------- | ----------------- |
| Wielka Brytania   | Singles Top 100                               | 3                 |
| Irlandia          | Top 50 Singles                                | 4                 |
| Stany Zjednoczone | US Billboard Hot Rap Songs                    | 5                 |
| Kanada            | Canadian Hot 100                              | 6                 |
| Szwajcaria        | Singles Top 75                                | 6                 |
| Stany Zjednoczone | US Billboard Hot R&B/Hip-Hop Singles & Tracks | 9                 |
| Włochy            | Top 20 Singles                                | 9                 |
| Stany Zjednoczone | US Billboard Rhythmic Top 40                  | 10                |
| Stany Zjednoczone | US Billboard Hot 100                          | 13                |
| Szwecja           | Top 60 Singles                                | 13                |
| Austria           | Singles Top 75                                | 17                |
| Holandia          | Single Top 100                                | 17                |
| Finlandia         | Top 20 Singles                                | 17                |
| Nowa Zelandia     | Top 40 Singles                                | 18                |
| Niemcy            | Top 100 Singles                               | 20                |
| Australia         | Top 50 Singles                                | 20                |
| Dania             | Tracklisten Top 40                            | 20                |
| Belgia (Flandria) | Ultratop 50                                   | 21                |
| Stany Zjednoczone | US Billboard Top 40 Tracks                    | 25                |
| Belgia (Walonia)  | Ultratop 50                                   | 25                |
| Stany Zjednoczone | US Billboard Top 40 Mainstream                | 29                |
| Francja           | Top 200 Singles                               | 31                |